# Tracy-sur-Loire
Tracy-sur-Loire este o comună în departamentul Nièvre din centrul Franței. În 2009 avea o populație de 970 de locuitori.

## Evoluția populației
| An        | 1975 | 1982 | 1990 | 1999 | 2006 | 2009 |
| --------- | ---- | ---- | ---- | ---- | ---- | ---- |
| Populație | 736  | 869  | 980  | 936  | 960  | 970  |